# Ebielach
Ebielach (ros. Эбелях, jakuc. Эбэлээх) – wieś (ros. село, trb. sieło) w rejonie anabarskim w Jakucji w Rosji. Mieszkańcami miejscowości są Rosjanie i Jakuci.

## Historia
Wieś Ebeljach została założona 21 marca 1980 roku w północno-zachodniej części Jakucji, w rejonie anabarskim.
Ebeljach był centrum wydobycia diamentów. Od 1999 r. na terenie Ebelijach działalność rozpoczęło państwowe przedsiębiorstwo „Niżne-Lenskoje”.
Akutalnie miejscowość boryka się z problemami: nie ma dostępu do ciepłej wody i nie dochodzą do niej zaopatrzenia.